# Renaud Burgundský
Renaud Burgundský (zemřel roku 1321), od roku 1282 z práva manželky hrabě z Montbéliardu. Byl synem Huga ze Chalonu, pána ze Salins, a jeho manželky Adély.
Se svou manželkou Guillemette z Neufchâtel měl syna Othenina, hraběte z Montbéliard, a dceru Johanu, která se poprvé vdala za Oldřicha III., hraběte z Pfirtu, a podruhé za Rudolfa, bádenského markraběte. Z prvního manželství měla čtyři dcery, z nich se dvě dožily dospělosti-Johana z Pfirtu, manželka Albrechta II. a Uršula. Po Renaudově smrti se jeho dědičkou stala dcera Johana. Ze druhého manželství měla další dvě dcery, Markétu a Adélu.